# Annoisin-Chatelans
Annoisin-Chatelans é uma comuna francesa na região administrativa de Auvérnia-Ródano-Alpes, no departamento de Isère. Estende-se por uma área de 13,27 km². Em 2010 a comuna tinha 704 habitantes (densidade: 53,1 hab./km²).